# 멤피스 그룹

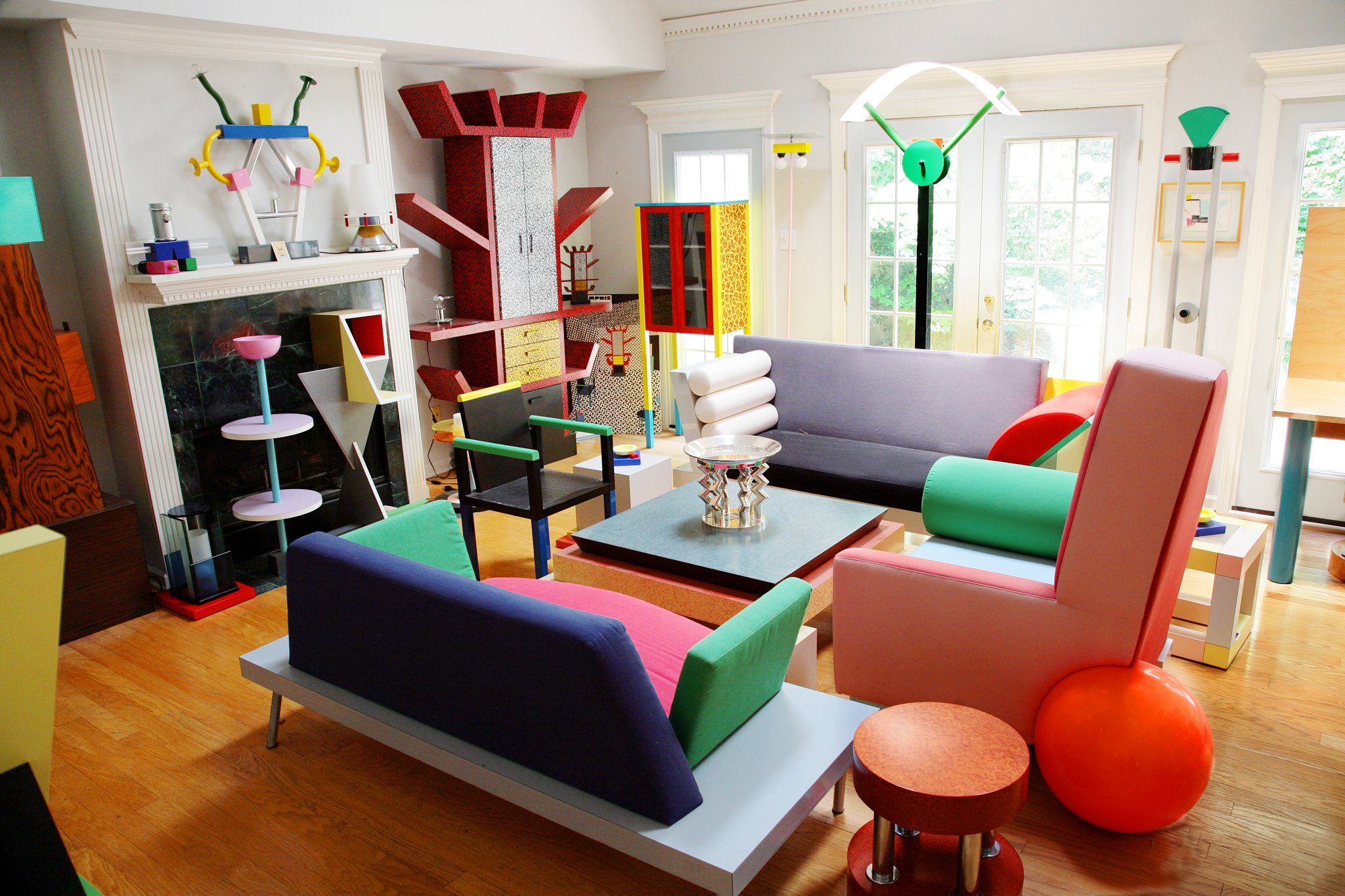
멤피스의 수집품.

멤피스 그룹(Memphis Group)은 모더니즘과 상업주의적 디자인에 대한 반발과 인위적이고 획일적인 표현에 대한 저항으로 1970년대 말 이탈리아 산업 디자이너들에 의해 결성된 디자인 그룹이다.